# Campiglossa quelpartensis
Campiglossa quelpartensis es una especie de insecto díptero del género Campiglossa de la familia Tephritidae.

## Historia
Fue descrito por primera vez en 1985 por Kae Kyoung Kwon.